# وغمی
محمد آباد وغمی، روستایی از توابع بخش کبگیان شهرستان دنا در استان کهگیلویه و بویراحمد ایران است.اهالی این روستا از تیره ی وغمی طایفه ی سادات امامزاده علی می باشند.

## جمعیت
این روستا در دهستان کبگیان قرار دارد و براساس سرشماری مرکز آمار ایران در سال ۱۳۸۵، جمعیت آن ۳۴۹ نفر (۷۳خانوار) بوده‌است.